# Tămășoaia
Tămășoaia – wieś w Rumunii, w okręgu Bacău, w gminie Coțofănești. W 2011 roku liczyła 488 mieszkańców.